# Смолянка (верхня притока Десни)
Смолянка — річка, що протікає в Чернігівської області, ліва притока річки Берези в басейні Дніпра.
Витік річки розташований на заході — південному заході від села Заньки, далі протікає через це село на схід, потім під невеликим кутом на північ — через село Смоляж, потім протікає за 1 км північніше села Красносільське, далі через села Комарівка, Іллінці та Берестовець, після чого повертає на північний захід і тече до впадіння в річку Десну, між селами Кладьківка та Воловиця.